# Полиция Северной Ирландии

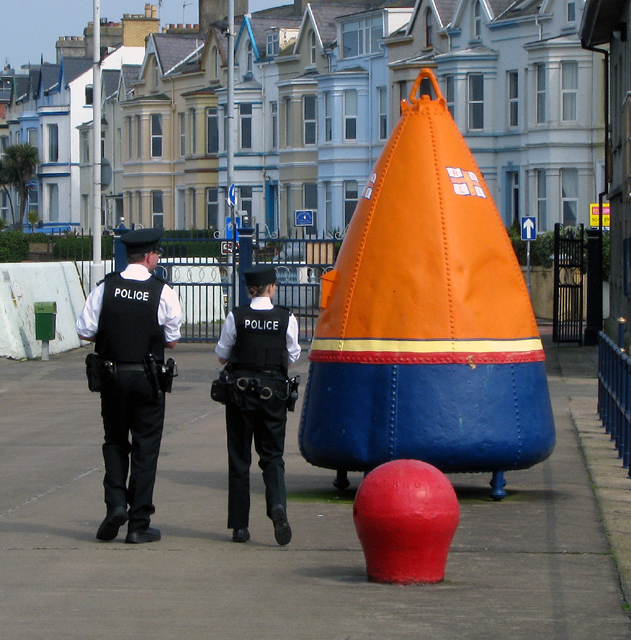

Полиция Северной Ирландии (англ. Police Service of Northern Ireland, ирл. Seirbhís Póilíneachta Thuaisceart Éireann, ольст.-шотл. Polis Core o Norlin Irelann) — полицейская служба, базирующаяся на территории Северной Ирландии, которая является преемницей Королевской Ольстерской полиции (англ. Royal Ulster Constabulary), которая, в свою очередь, сменила Королевскую ирландскую полицию (англ. Royal Irish Constabulary).
Королевская полиция Ольстера была переименована и реформирована 4 ноября 2001 г. после подписания Белфастского соглашения, в результате которого была создана Независимая комиссия правопорядка Северной Ирландии, которая стала известна как Комиссия Паттана (англ. Patten Commission) по имени её главы Криса Паттона.